# Pîremêrd
Tawfeq Mahmoud Hamza o Pîremêrd (1867 - 19 de juny de 1950) va ser un poeta, escriptor, novel·lista i periodista kurd. Va néixer al barri de Goije de Silêmanî, al Kurdistan Iraquià. El 1926 es va convertir en director del diari kurd Jîyan. També va fundar la primera escola kurda privada anomenada Qutabxaney Zanistî («Escola Científica»).

## Biografia
Va estudiar àrab i fiqh a l'Iran. De 1882 a 1895, va treballar com a empleat per a diferents oficines del govern local a Silêmanî, Halabja i Sharbazher. El 1898, va ser convidat pel sultà otomà Abdul Hamid II a Istanbul on va romandre-hi un any. Va fer el pelegrinatge del Hajj i el sultà li va donar el títol de bei. Va conèixer el poeta kurd Wafaei durant el pelegrinatge. El 1899 va ser admès a la facultat de dret a la Universitat d'Istanbul.
El 1907, es va convertir en membre de l'organització kurda Kurd Teavun ve Terakki Cemiyeti a Istanbul i va convertir-se en redactor en cap del diari de l'organització. De 1909 a 1923, va exercir com a governador de diversos districtes turcs del Kurdistan del Nord, entre ells Hakkari (en kurd: Çolemêrg), Qeremursil, Balawa, Beytüşşebap (a la província de Şırnak), Gumuskoy, Adapazarı i Amasya. Va escriure poesia amb el pseudònim de Pîremêrd que en kurd significa «vell home».
El 1925, va tornar a Silêmanî via Bagdad. El 1926 es va convertir en director del diari kurd Jîyan i el 1932 va ser ascendit al càrrec de gerent. El 1938 va canviar el nom del diari pel de Jîn, i va continuar publicant-lo fins al 1950.